# Faro de Anaga
El faro de Anaga se encuentra en Roque Bermejo, en la isla de Tenerife (Provincia de Santa Cruz de Tenerife, Canarias, España). Fue construido el año 1863 y sigue operativo en la actualidad. Está ubicado en uno de los lugares más abruptos y aislados de Tenerife, sobre la punta del Roque Bermejo, a una altitud de 238 m s. n. m. El acceso al faro es posible por tierra, a través de varios kilómetros de sendero montañoso, o por mar.